# Zhongcheng, Yunnan
Zhongcheng (kinesiska: 中城) är en köping i Kina. Den ligger i provinsen Yunnan, i den sydvästra delen av landet, omkring 410 kilometer norr om provinshuvudstaden Kunming. Antalet invånare är 153 091. Befolkningen består av 73 398 kvinnor och 79 693 män. Barn under 15 år utgör 21,0 %, vuxna 15-64 år 70 %, och äldre över 65 år 7,0 %.
Runt Zhongcheng är det ganska tätbefolkat, med 172 invånare per kvadratkilometer. Zhongcheng är det största samhället i trakten. I omgivningarna runt Zhongcheng växer i huvudsak blandskog.
Genomsnittlig årsnederbörd är 1 301 millimeter. Den regnigaste månaden är juli, med i genomsnitt 313 mm nederbörd, och den torraste är december, med 12 mm nederbörd.